# Sergio Larrain
Sergio Larraín Echeñique (Santiago del Cile, 5 novembre 1931 – Ovalle, 7 febbraio 2012) è stato un fotografo cileno.

## Biografia
Suo padre fu l'architetto Sergio Larraín García-Moreno, che godeva di grande prestigio come autore modernista e fondatore del Museo cileno di arte precolombiana. Ha collaborato, fra gli altri, con Pablo Neruda. Alcuni opere di Larrain sono presenti in alcuni musei e collezioni prestigiose, come quella del MOMA di New York.